# Volaris Costa Rica
Volaris Costa Rica es una aerolínea bandera costarricense de bajo costo basada en el Aeropuerto Internacional Juan Santamaría en San José, Costa Rica. Es filial de la aerolínea mexicana Volaris. Anunciada en marzo de 2016, la aerolínea inició operaciones en noviembre con vuelos a Ciudad de Guatemala.

## Historia
La compañía matriz Volaris anunció la creación de Volaris Costa Rica en marzo de 2016, momento en el que la filial ya estaba cerca del final de la certificación con funcionarios costarricenses. Volaris confirmó en noviembre de 2016 que su filial costarricense había obtenido su Certificado de Operador Aéreo. Volaris Costa Rica operó su primer vuelo - desde su base de San José, Costa Rica a Ciudad de Guatemala - el 30 de noviembre de 2016, utilizando un Airbus A320 con arrendamiento húmedo de Volaris. El área de interés inicial de la aerolínea son vuelos dentro de Centroamérica.

## Asuntos Corporativos
Volaris Costa Rica es una filial de la aerolínea mexicana  Volaris y opera como una aerolínea de bajo costo. El director ejecutivo de la aerolíneas es Fernando Naranjo.
La operación del call center, edición e impresión  revista se realiza en San Salvador.

## Destinos

Destinos de Volaris Costa Rica.

La aerolínea vuela a los siguientes destinos:
| País           | Ciudad              | Aeropuerto                                      | Notas                 | Refs   |
| -------------- | ------------------- | ----------------------------------------------- | --------------------- | ------ |
| Costa Rica     | San José            | Aeropuerto Internacional Juan Santamaría        | Centro de operaciones |        |
| Colombia       | Bogotá              | Aeropuerto Internacional El Dorado              | Finalizado            |        |
| El Salvador    | San Salvador        | Aeropuerto Internacional de El Salvador         |                       |        |
| Estados Unidos | Los Ángeles         | Aeropuerto Internacional de Los Ángeles         |                       | [ 11 ] |
| Estados Unidos | Miami               | Aeropuerto Internacional de Miami               |                       | [ 12 ] |
| Estados Unidos | Nueva York          | Aeropuerto Internacional John F. Kennedy        | Finalizado            | [ 11 ] |
| Estados Unidos | Orlando             | Aeropuerto Internacional de Orlando             |                       | [ 12 ] |
| Estados Unidos | Washington D. C.    | Aeropuerto Internacional de Washington-Dulles   |                       | [ 11 ] |
| Guatemala      | Ciudad de Guatemala | Aeropuerto Internacional La Aurora              |                       |        |
| México         | Cancún              | Aeropuerto Internacional de Cancún              |                       |        |
| México         | Ciudad de México    | Aeropuerto Internacional de la Ciudad de México |                       |        |
| México         | Guadalajara         | Aeropuerto Internacional de Guadalajara         |                       |        |
| México         | Tijuana             | Aeropuerto Internacional de Tijuana             | Finalizado            | [ 13 ] |
| México         | Tulum               | Aeropuerto Internacional de Tulum               |                       | [ 12 ] |
| Nicaragua      | Managua             | Aeropuerto Internacional Augusto C. Sandino     | Finalizado            |        |
| Perú           | Lima                | Aeropuerto Internacional Jorge Chávez           | Finalizado            |        |

## Flota

### Flota Actual

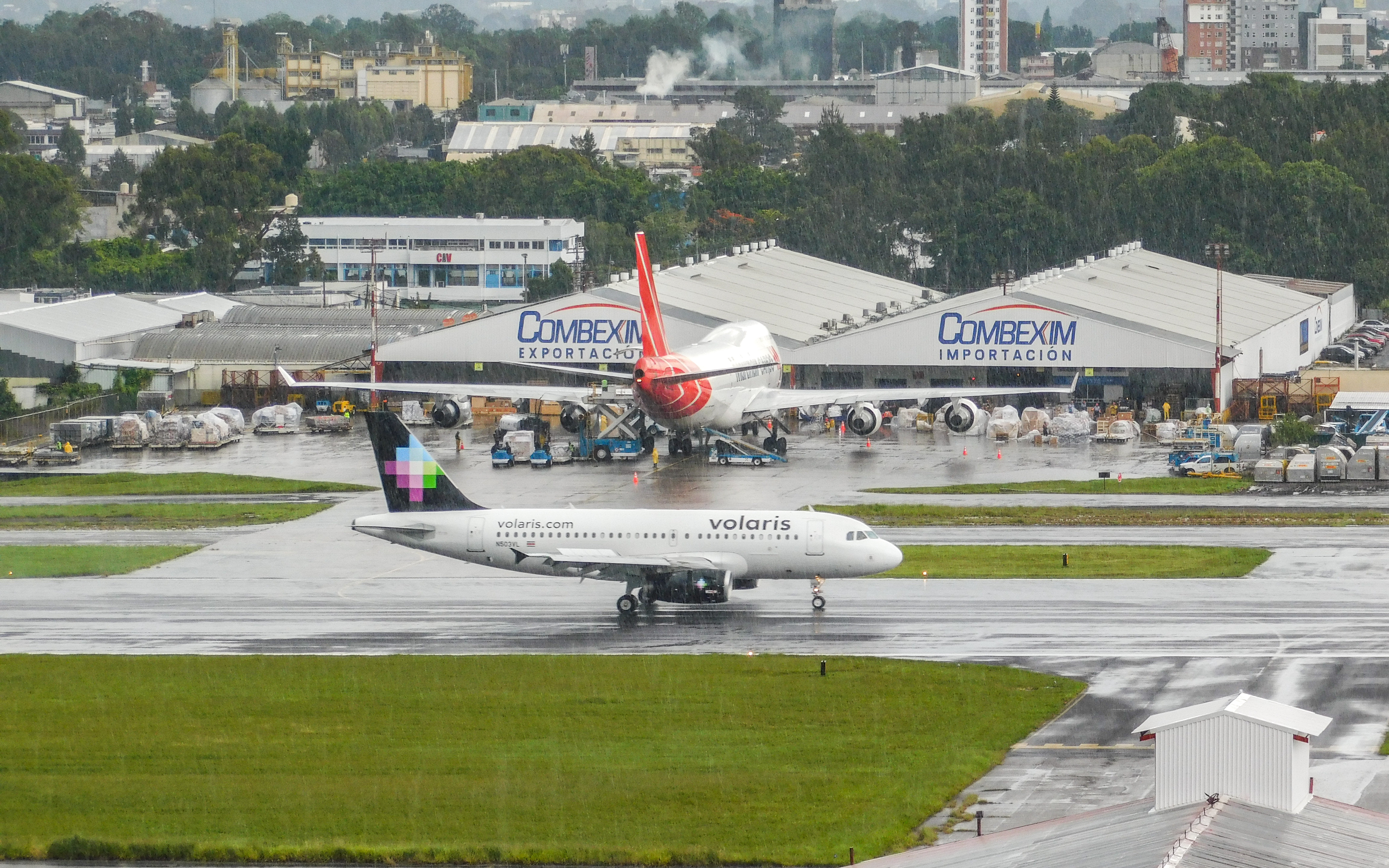
Airbus A319-132 N503VL de Volaris Costa Rica en el Aeropuerto Internacional La Aurora.

A julio de 2025, Volaris Costa Rica opera los siguientes aviones, con una edad media de 2.9 años:
El mantenimiento de la flota es realizado en los talleres de mantenimiento de Aeroman en el Aeropuerto Internacional de El Salvador.